# كفيللين هوف (آخن)
كفيللين هوف ( بالألمانية : مجمع الينابيع ) في آخن كان يعد في النصف الأول من القرن العشرين من أشهر الفنادق ذات الحمامات المائية في ألمانيا .
بعد أعمال التصليح ما بين عامي 1997 - 1999 عاد الفندق الكبير السابق إلى العمل بعد أن توقف في الحرب العالمية الثانية بسبب الظروف المشددة والآن أصبح الفندق مقصداً للطبقة الرفيعة مع تغير نظام الفندق و الفئة المستهدفة .
ينتمي الفندق اليوم لشركة الفنادق بولمان ( بملكية مجموعة أكور )

## التاريخ
بهدف إعادة حياة الحمامات الساخنة و الينابيع في آخن في بداية القرن العشرين، تقرر وضع أساس لمنتجع مع فندق علاجي و قاعةالحمامات الساخنة الجديدة  و قاعة تبديل بالإضافة للحديقة المرافقة الشاسعة على طول سبيل المونهايمز أليه . في بداية عام 1914 تم إزالة مستشفى ماريا - هيلف و التي كانت تقع في نفس المكان وبعد ثلاث سنوات من العمل و مع تأخير بسب انطلاقة الحرب العالمية الأولى : تم افتتاح المنتجع  بحضور وزير الزراعة البروسي كليمينز فرايهير فون شورليمر - لييزر في الثامن من نيسان 1916 .
صمم الفندق المهندسان كارل شتوهر و تيدور فيشر من مدينة ميونخ على الطراز الكلاسيكي المحدث .
يتيح الفندق في الأصل ما يزيد عن 250 غرفة لزواره , 16 غرف منها مزودة بحمامها الساخن الخاص بها . تسحب المياه الكبريتية عبر قناة إلى مرافق الفندق من نبع روزن كفيلليه (بالألمانية : نبع الورود ) الذي يبعد 600 مترا عن المنتجع .
حاوطت النزاعات و الاشتباكات مبنى الكفيللين هوف  و بالأخص في آخر أيام الحرب العالمية الثانية فكان أن تدمر على إثرها . في المدة بين الثاني و الواحد و العشرين من تشرين الأول عام 1944 اتخذ القائد العسكري الأخير من الكفيللين هوف مقراً له .
مع موجة التحديث في مدينة آخن و مع بناء الأويروغريس في نهاية السبعينات، أصبح هناك فئة مستهدفة جديدة للفندق . وبين عامي 1997 و 1999 قامت أعمل ترميم و إصلاح للمبنى حتى تم إعادة افتتاحه ليستقبل عدداً أكبر من  السياح من كل أرجاء العالم كما رجال الأعمال و الوافدين إلى المدينة للاحتفالات الخاصة و غيرهم .

### البناء
المبنى مكون من أربعة طوابق مع نوافذ مقوسة و رواقٍ في الطابق السفلي مطل على الواجهة الرئيسية، بالإضافة إلى النوافذ الكبيرة مستطيلة الشكل من الطابق الأول حتى الثالث، بعضها مزود بشرفات، ويلاحظ على الطابق العلوي  بعض الشرف المغلقة النافرة و نوافذ على السطح تتبع لقانون حماية الآثار .
المنتجع ثلاثي الأجنحة والموصول بالقسم الجديد للمنتجع عن طريق صالة التبديل بينهما، ظل محافظاً على هذه التركيبة حتى بعد أن تدمرت بعض الأجزاء في الحرب العالمية الثانية و حتى بعد التغيرات الجذرية  بعد بناء الأيروغريس - كومبلكس .
انطلاقاً من البهو إلى الدرج الرئيسي ذو الدرابزين النحاسي و الذي يؤدي إلى الغرف ال185 و الأجنحة المستقلة الأخرى .
في الطابق الأرضي يوجد قاعة رقص و حفلات تتسع لخمس مئة شخص، بالإضافة إلى 19 قاعة أخرى للمحاضرات و اللقاءات .

### التسمية
يوجد العديد من المنتجعات و الحمامات المائية في ألمانيا و النمسا التي تحمل نفس اسم هذا الفندق على الرغم من عدم وجود أي رابط بينها إلا وجود نبع بقربها حتى لو كان غير معدني أو كبريتي